# Adler (Wappentier)

Der deutsche Bundesadler in der Fassung als kleines Bundessiegel nach einem Entwurf Sigmund von Weechs aus dem Jahr 1921

Der österreichische Bundesadler, hier als Schildhalter

Der Südtiroler Adler im Wappen der heutigen italienischen Autonomen Provinz Bozen – Südtirol

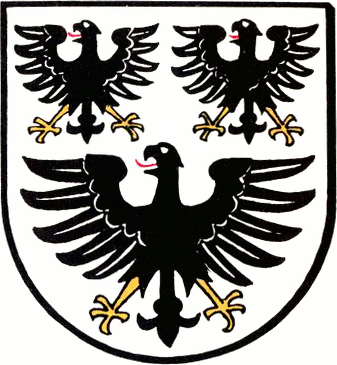
Das Wappen von Altensteig-Berneck ist von einem nahen Adelsgeschlecht abgeleitet

Der Adler ist in der Heraldik eine Gemeine Figur und nach dem Löwen das häufigste Wappentier.

## Symbolik
Der Adler war als „König der Vögel“, bald auch „König der Lüfte“ und Bote der höchsten Götter, schon im Alten Orient das Symbol der Könige, besonders der Achämeniden, deren Stammvater von einem Adler aufgezogen worden sein soll. Als Sinnbild der Herrschaftsmacht löste der Adler dabei den im ägyptischen und persischen Kulturraum verbreiteten Geier als herrschaftliches Symbol und Wappentier ab.

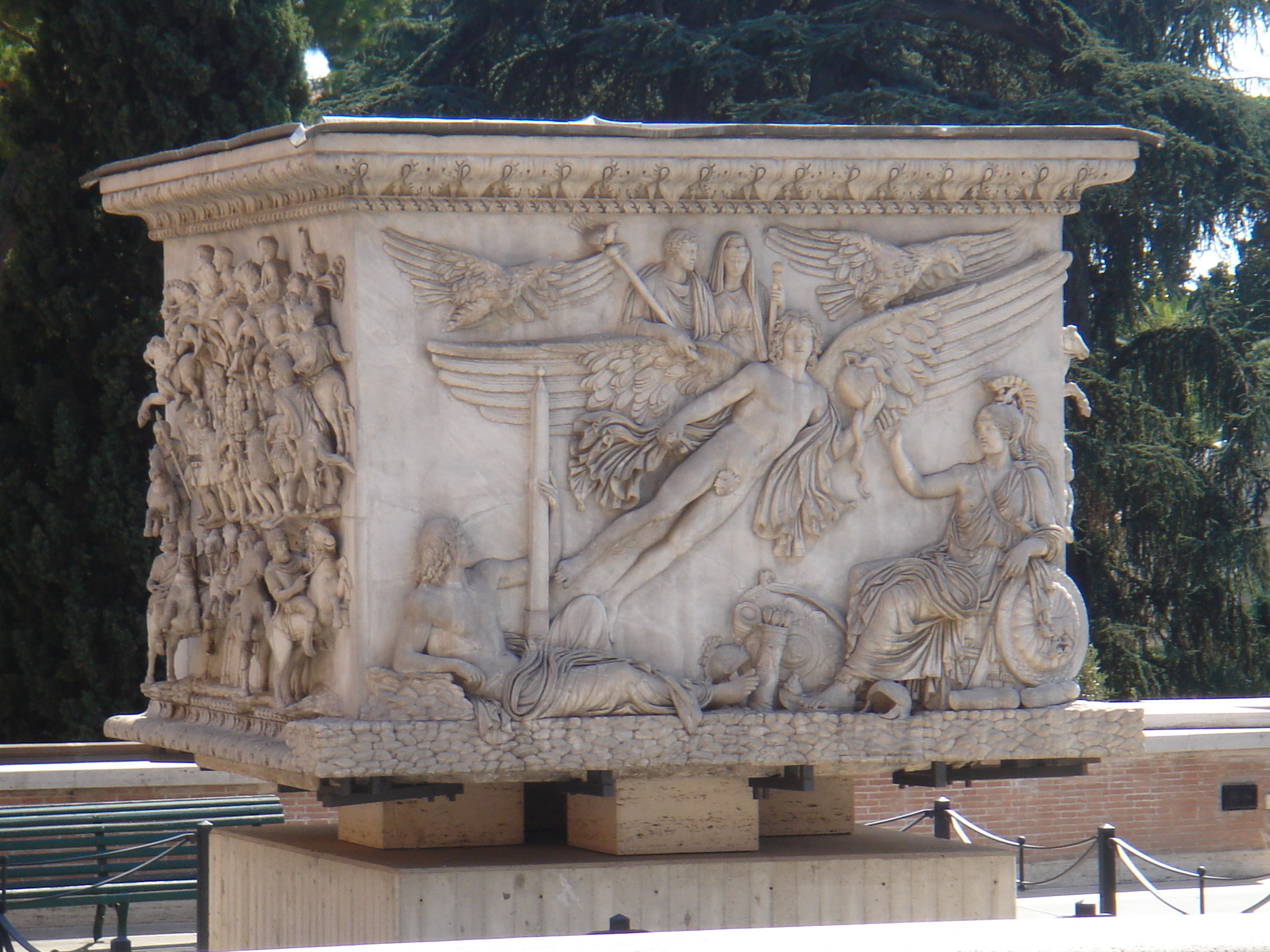
Die Basis der Antoninus-Pius-Säule

Nach Aristoteles ließ der Adler seine Jungen ins Sonnenlicht blicken, um ihre Legitimität zu prüfen. Der Greifvogel, so lag nahe, konnte folglich auch dem Menschen unzugängliche Himmelsregionen durchmessen. So war der erste sumerische König Etana gemäß dem Gilgamesch-Epos vielfach mit dem Adlermotiv und insbesondere mit jenem der Himmelfahrt auf einem Adler verbunden. Diese Sagenmotive wurden später auf andere Herrscherhäuser übertragen. Der Adler wurde folglich zum Sinnbild für den Aufstieg in den Himmel und speziell die Apotheose großer Menschen und Herrscher (vgl. der römische Divus-Titel), wobei er für die Überwindung des Irdischen sowie die Unsterblichkeit und Erlösung der Seele stehen konnte.

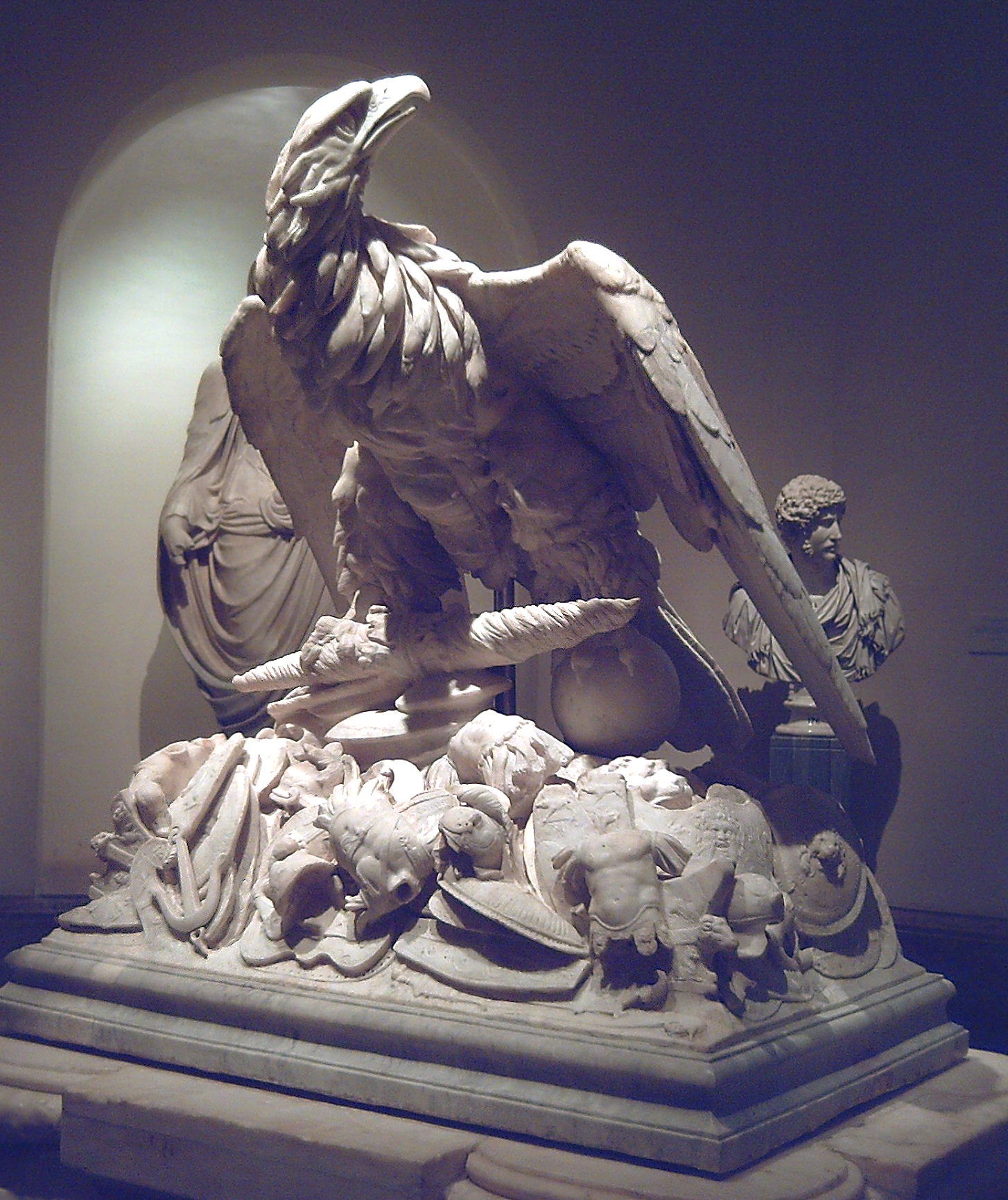
Aquila auf einem Grabesmonument aus augusteischer Zeit

In Europa wurde der Adler als königliches Münz- und Wappenzeichen durch Alexander den Großen eingeführt und ging dann auf die Reiche seiner Diadochen über. Octavian brachte ihn aus Ägypten als kaiserliches Wappen nach Rom. Bei der Verbrennung der Leiche eines Kaisers auf dem Marsfeld im Rahmen seiner Konsekration ließ man einen Adler gen Himmel steigen. Dieser Brauch soll auf eine Beobachtung bei der Einäscherung des Augustus zurückgehen: Angeblich habe man einen Adler aus der Flamme des Scheiterhaufens gen Himmel fliegen sehen. Ein Beispiel der römischen Ikonographie findet sich auf der Antoninus-Pius-Säule aus dem Jahr 106 n. Chr. In seiner Traumdeutung aus dem zweiten Jahrhundert berichtet Artemidor von Daldis vom Symbolgehalt des Adlers, der sich wiederum auf die Begriffsfelder Macht, Reichtum und Ruhm bezieht:
Auf einem Adler zu reiten, weissagt Kaisern, Reichen und Mächtigen den Tod; denn nach einem alten Brauch stellen Maler und bildende Künstler solche Persönlichkeiten nach ihrem Ableben auf Adlern reitend dar und verherrlichen sie durch solche Bildwerke. Armen dagegen bedeutet es Segen; sie werden durch reiche Gönner einen starken Auftrieb und keine geringe Unterstützung erhalten, und zwar meist durch Reisen ins Ausland. […] Träumt eine Frau, sie gebäre einen Adler, so wird sie einem Sohn das Leben schenken, der, wenn er arm ist, Soldat werden und es bis zum Heerführer bringen wird; denn jedem Heer geht ein Adler voran; gehört er dem Mittelstand an, wird er Athlet werden und sich einen Namen machen; ist er reich, wird er über viele herrschen oder gar Kaiser werden.
Über den Kaiserkult und die Aquila, das mit einem Adler gestaltete Feldzeichen der römischen Legionen, avancierte der Adler zum Zeichen des Imperiums und des Kaisertums (Reichsadler). Auch bei der militärischen Verwendung des Adlersymbols scheint die Traum- bzw. Zeichendeutung mitgewirkt zu haben (s. Geschichte der Aquila). In die Verwendung als Standarte spielt schon bald die Identifikation des Adlers mit Jupiter hinein, wie die Abbildung des Adlers mit dem Blitzbündel zeigt.

### Religiöse Vorstellungen
Auf dem Ganymed-Mythos fußend, wurde der Adler bei den Griechen mit dem Göttervater Zeus verbunden, bei den Römern mit Jupiter und bei den Germanen mit Odin. Im syrischen Palmyra war der Adler angeblich dem Sonnengott geweiht und als solcher fähig, sich wie der Phönix zu verjüngen (beispielsweise durch dreimaliges Eintauchen im Wasser). Angeblich soll ihn auch die Sonne verjüngen, wie Wolf Helmhardt von Hohberg am Beispiel des 103. Psalms erläuterte: „Der Adler, wan ihm nun die Federn fluglos werden / sich an der Sonnenflamm erjunget und verneut“.
In der christlichen Ikonographie wird er als Symbol des Evangelisten Johannes (Johannesadler) und als Symbol des zum Himmel aufgefahrenen Propheten Elias wie auch des auferstandenen Christus sowie dessen Himmelfahrt geläufig. Auch die alten Herrschertugenden von Kraft, Erneuerung, Kontemplation, Gerechtigkeit und Scharfsicht finden hier ihre Fortsetzung, auch wenn sie gelegentlich durch die Vermutung konterkariert werden, der Adler neige aufgrund seines in die Ferne gerichteten Blickes – der das Naheliegende zu missachten scheint – zur Sünde des Hochmuts.

## Formen des Adlers
Die Formen des heraldischen Adlers sind vielfältig. Selbst bei identischer Blasonierung können große Unterschiede in der genauen Ausgestaltung des Adlers vorliegen, je nach Entstehungszeit, Schildform respektive Form des Wappenfeldes sowie Stil und Fähigkeiten des Wappenkünstlers. Nachfolgend sind zehn Beispiele eines nach heraldisch rechts blickenden rotbewehrten und rotbezungten schwarzen Adlers abgebildet:

### Sitzender, stehender, auffliegender und liegender Adler
Neben dem traditionellen Adler gibt es die stehende und die auffliegende Form mit ausgebreiteten Schwingen. Äußerst selten ist die ansitzende Form mit angelegten Schwingen. Auch Darstellungen im Sturzflug oder angreifend finden sich vereinzelt.
Eine Sonderform ist der freischwebende Adler im Nebenwappen.

Stehender Adler am Fels, Burgenland
Auffliegender Napoleonischer Adler, Brains (Loire-Atlantique)
Liegender Adler im Wappen von Pratteln
Und in Hölstein
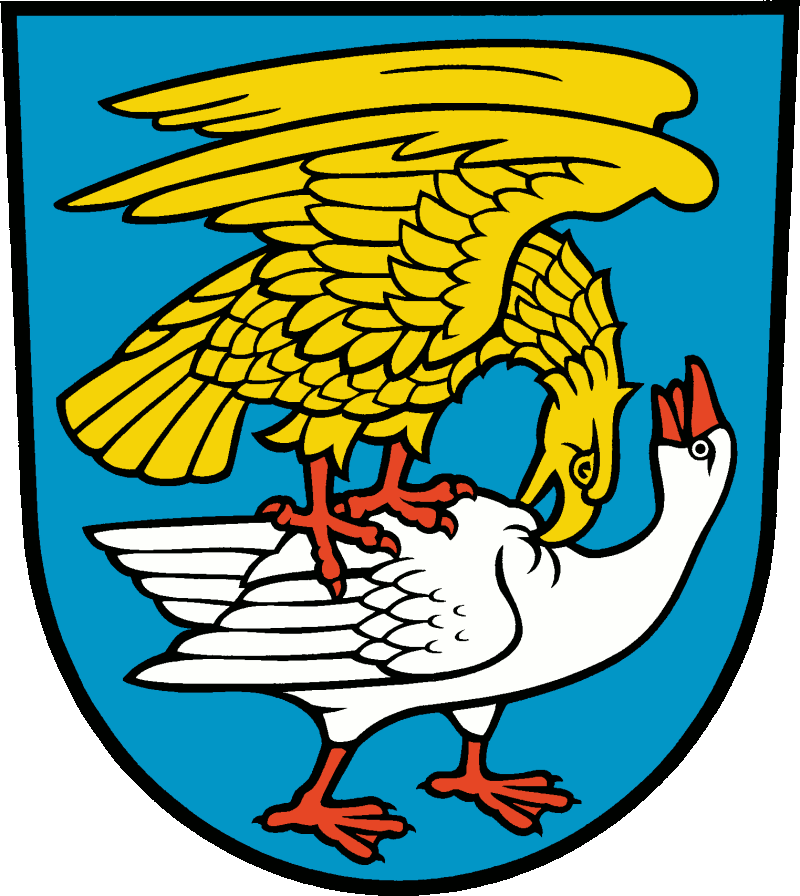
Wappen von Kremmen mit Gans

### Tingierung
Zur Tingierung des Adlers können alle heraldischen Farben und Metalle verwendet werden. Körper und Flug (Schwingen, die Flügel) sind im allgemein gleich tingiert. Daneben können auch die Waffen – die Beck (Schnabel) und die Fänge (Füße) – in anderer Farbe ausgeführt sein, wie auch die Zunge.
Je nach Farbe des Adlers und seinem Grund unterscheidet man die typischen namentlichen Adler, etwa der schwarze Adler auf Gold des Heiligen Römischen Reichs, oder der rot-silber geschachte Mährische Adler.
Das redende Gemeindewappen von Aigle ist in der Homonymie des Ortsnamens zu frz. aigle ‹Adler› begründet. Es zeigt zwei Adler in verwechselten Farben. Der Schnabel wurde zu Beginn nicht besonders hervorgehoben. Darstellungen des Tieres mit ausgeschlagener Zunge treten in Wappen erst nach 1400 auf.

Wappen von Aigle

Wappen von Obererbach

Wappen von Seelbach

Auch Obererbach/Westerwald oder Seelbach in der Ortenau verwechseln.

### Kopfanzahl

#### Doppeladler
Der Doppeladler, ein zweiköpfiger Adler, ist eines der ältesten Adlermotive in der Heraldik. Unter anderem nutzten ihn das Heilige Römische Reich, das Russische Reich und die Doppelmonarchie Österreich-Ungarn. Andere Nationen, die den Doppeladler als Staatswappen führen, sind Albanien, Jugoslawien (ehemalig), Serbien, Montenegro sowie Russland. Bei Städten sind Duisburg oder Lübeck zu nennen.

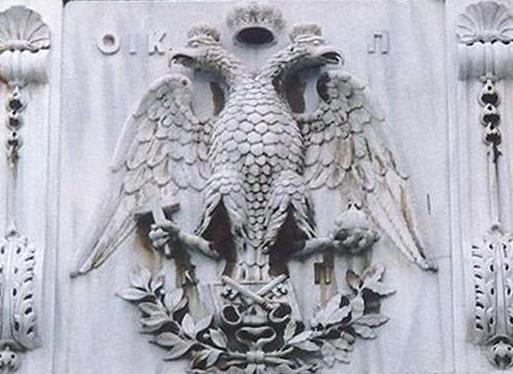
Byzantinisches Reich, Relief an der Georgskirche des Ökumenischen Patriarchats von Konstantinopel in Istanbul
Palaiologen, Hauswappen des Herrschergeschlechts des Byzantinischen Reiches (1259–1453)
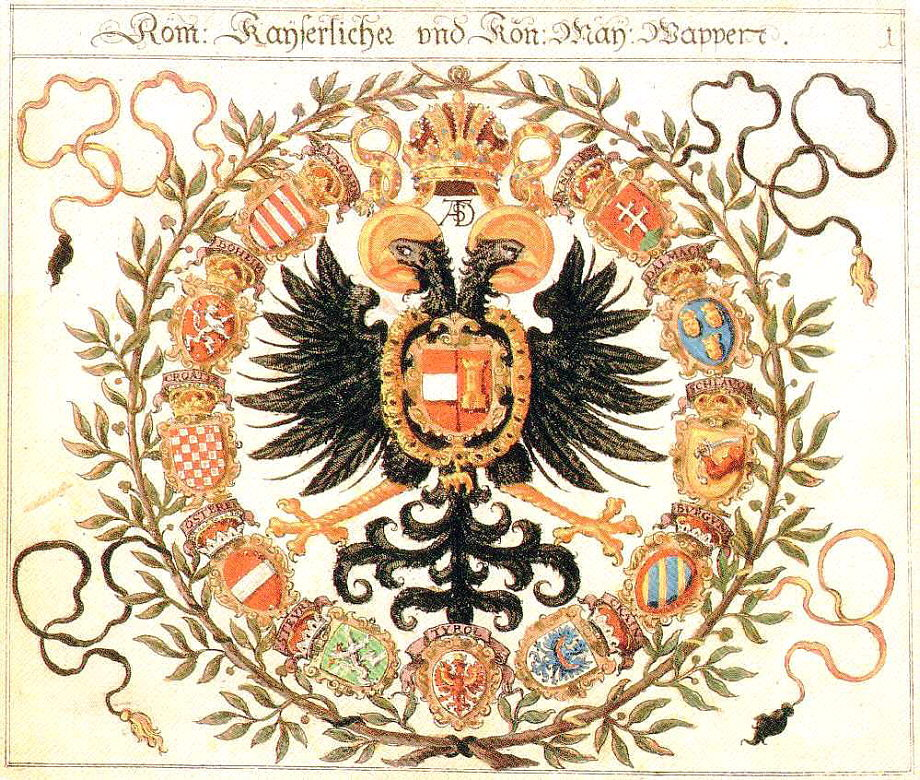
Kaiserwappen, die Wappen der habsburgischen Erblande rund um den doppelköpfigen Reichsadler angeordnet Siebmacher 1605

#### Adler mit drei Köpfen
Bei einem dreiköpfigen Adler wie im Wappen der Familie Reinmar von Zweter sind die Sachsen nach innen gedreht und mit einwärts gerichteten Adlerköpfen an den Enden bestückt. Der eigentliche Adlerkopf folgt den heraldischen Regeln. Diese Darstellung ist aus der Großen Heidelberger Liederhandschrift bekannt. Ein dreiköpfigen Adler in Conrad Grünenbergs Wappenbuch verweist auf das Wappenbild des römisch-deutschen Kaisers.
Beim dreiköpfigen Adler im Wappen des Landkreises Waiblingen sind die Sachsen normal gestellt, die beiden äußeren Köpfe, leicht geneigt, sitzen dicht neben dem mittleren und blicken nach außen.

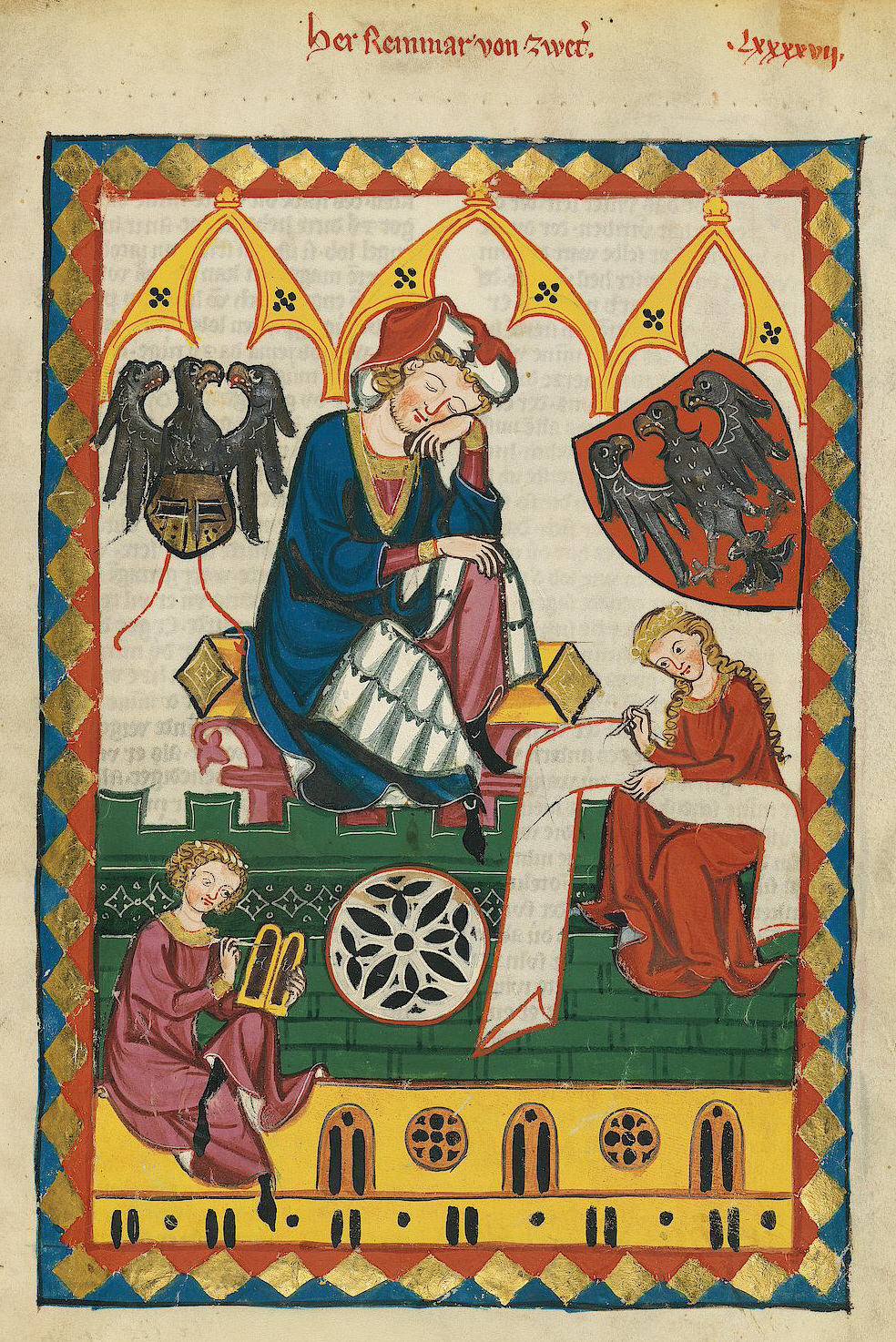
Wappen der Familie Reinmar von Zweter
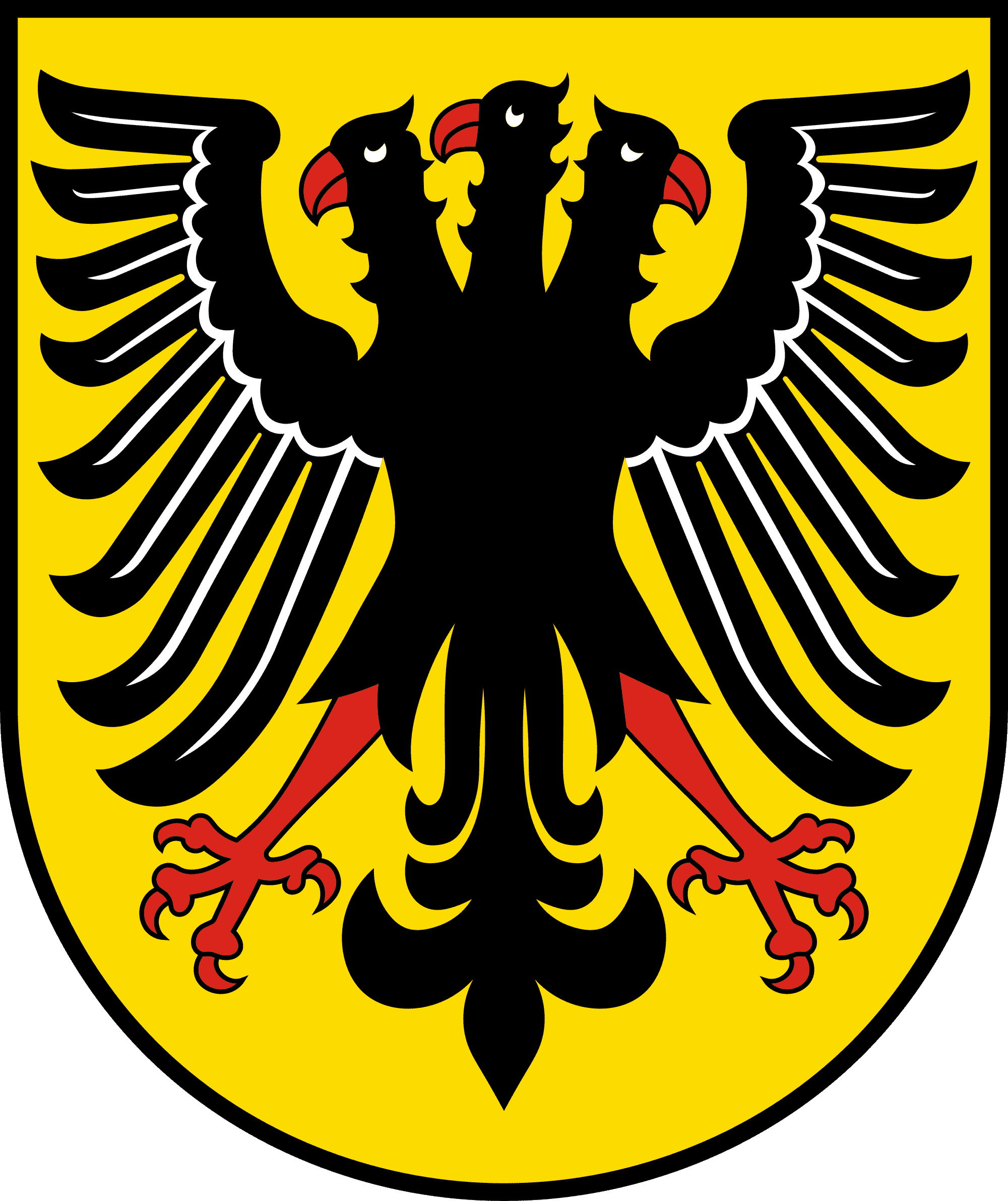
Wappen des Landkreises Waiblingen

### Attribute des Adlers

Quaternionenadler, ein nimbierter Doppeladler, die Flügel mit den Reichsständen belegt, als Symbol des Reiches. Holzschnitt von Hans Burgkmair d. Ä., 1510

Grundlegende Attribute eines Wappentieres sind auch beim Adler:
- Krone
- Nimbus
- Brustschild

Typisch für den Adler sind aber insbesondere:
- der Kleestängel und die Brustspange
- Belegung der Flügel, insbesondere ebenfalls mit Wappen
- sowie Embleme in den Fängen:
  - Schwert, Reichsapfel, Szepter
  - Spruchband
  - Blitze, Schwerter und Ähnliches (besonders Waffen in der militärischen Heraldik)

Bekrönter Adler (Polen)
Mit Lorbeerkranz (Tirol, Ehrenkränzlein)
Adler mit dem Kleestängel (Preußen, Brandenburg, Schlesien, Tirol u. a.)
Mit Brustspange, geschacht (Krain)

#### Nimbierter Adler

Wappen von Großmehring

Adler mit Nimbus im Wappen der Katholischen Könige (Ende 15. Jh.)

Der nimbierte Adler trägt einen Heiligenschein (Nimbus) um den Kopf, häufig in Gold, selten anders gefärbt. Er ist erst ab dem 15. Jahrhundert nachweisbar. Kaiser Sigismund soll ihn im Wappen um 1433/37 verwendet haben. Auch der von Isabella der Katholischen als Schildhalter verwendete Johannisadler, der den Evangelisten Johannes symbolisiert, hatte einen Heiligenschein. Beim Doppeladler sind beide Köpfe nimbiert. Im Wappen des Heiligen Römischen Reichs symbolisierte der Nimbus des Reichsadlers das „Heilige“.
Im 20. Jahrhundert wurde der Adler mit Heiligenschein auch vom austrofaschistischen Ständestaat (Österreich) und im Wappen des spanischen Staates unter Francisco Franco verwendet.

### Formen der Figur

#### Halber Adler
Der Adler kann im Wappen auch gespalten oder geteilt vorkommen.
Wenn er am Spalt ist, wird er mittig in zwei gleiche Teile zerlegt. Der Adlerkopf ist davon ausgenommen und wird vollständig dargestellt. Die Blickrichtung legt die Schildseite fest. Der halbe Adler am Spalt kann rechts oder links von der senkrechten Teilungslinie im Wappen dargestellt sein. Die Beschreibung halb oder wachsend (aus einer Teilungslinie oder einem Heroldsbild) treffen nicht für diese Wappentieranordnung zu. Die Entstehung des halben Adlers wird in der im späten Mittelalter aufkommenden Vereinigung von mehreren Wappen in einem Schild vermutet und um dem Platzbedarf gerecht zu werden.

halber Adler Adelzhausen[14]
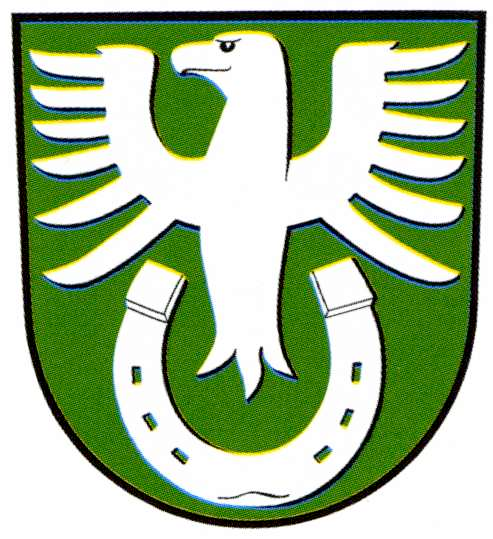
oberhalber Adler Ehra-Lessien
Gespaltener Adler rechts Nürnberg
Geteilter Adler oben Apchat (Puy-de-Dôme)

#### Junger Adler
Bezeichnung für besonders klein im Wappen dargestellte Adler. Die Bezeichnung findet sich in der Blasonierung älterer Heraldiker. Angewendet wird der Begriff, wenn im Schild oder Feld mehr als drei Adler oder auf einer Wappenfigur, wie Balken, ein klein dargestellter Adler aus Platzgründen vorhanden ist. Die Beschreibung ist unheraldisch, da die Proportionen bei größerer Anzahl des Wappentieres zwangsweise verringert werden müssen. Beim Löwen ist der Sachverhalt ebenso und hier wird der Begriff junge Löwen gebraucht.

#### Gestümmelter Adler

Landkreis Heilbronn
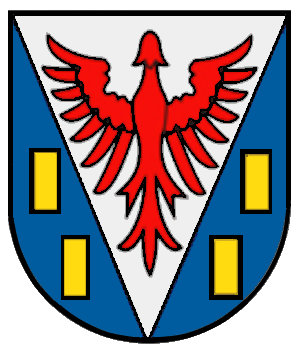
Eppelborn-Humes
Wappenschild von Lothringen mit drei gestümmelten Adlern
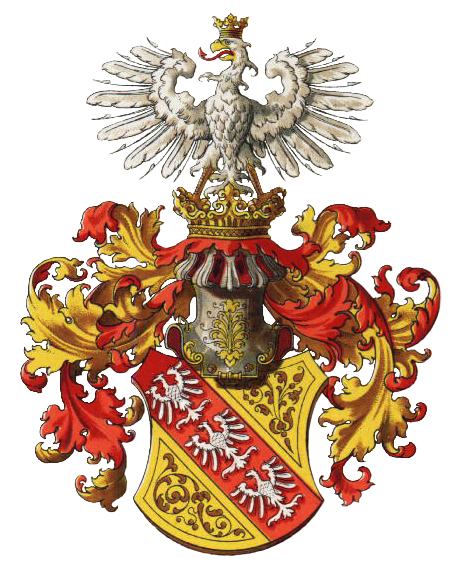
Wappen von Lothringen mit Helmdecke und einem ungestümmelten lothringischen Adler als Helmzier

Der gestümmelte Adler wird meist ohne Fänge dargestellt. Ein Adler ohne Schnabel und Krallen heißt Alérion. Beispiel ist das Wappen von Lothringen.

#### Kopfloser Adler

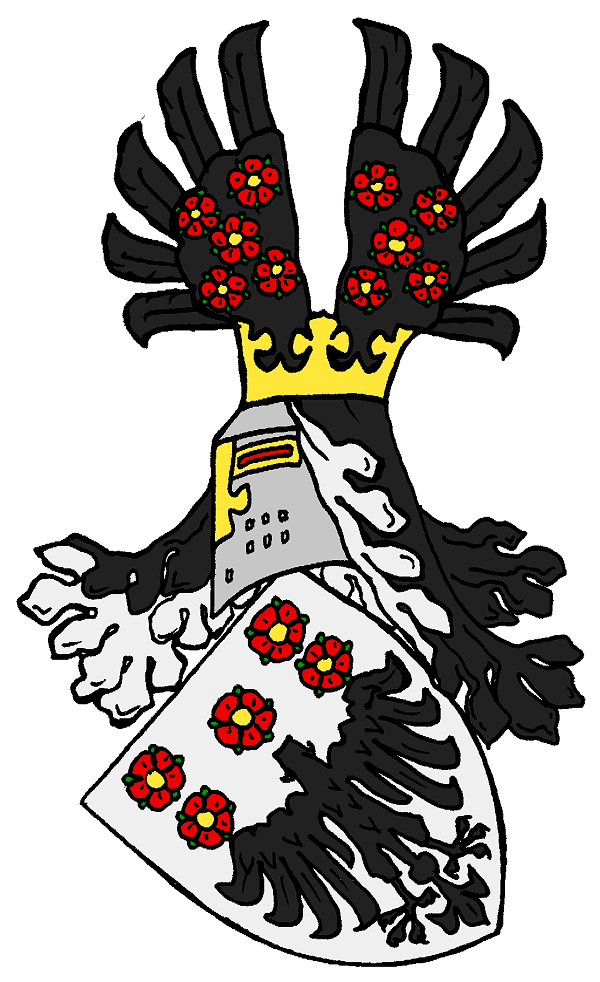
Kopfloser Adler im Wappen der Familie Hoven genannt Pampus
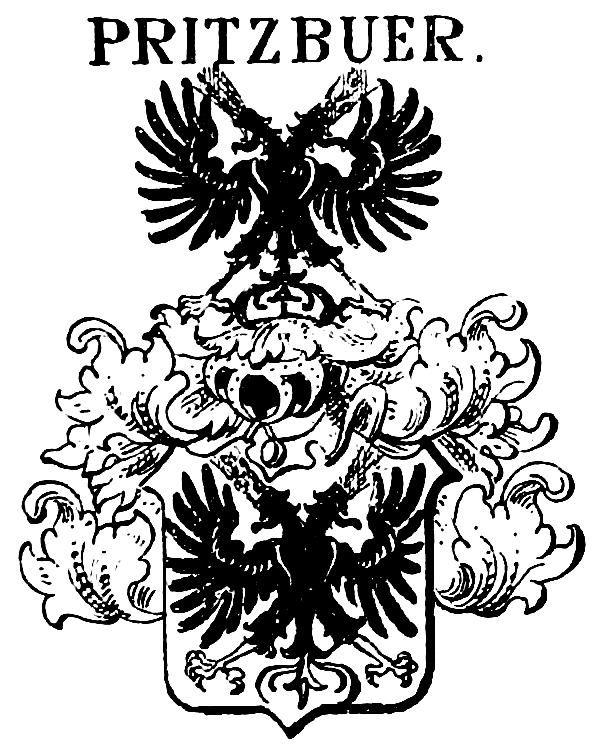
Kopfloser Doppeladler im Schild und Oberwappen des mecklenburgischen Adelsgeschlechts Pritzbuer
Kopfloser Doppeladler im Schild von Gmina Rędziny (Powiat Częstochowski)

#### Teile des Adlers
In Wappen finden häufig auch nur Teile des Adlers Anwendung. So wird zur Gestaltung der Kopf, nur ein Fang (Bein) oder beide Fänge genommen. Farben entsprechen den heraldischen Regeln. Wird nur der Oberkörper im Wappen gezeigt, so kann er wachsend oder, wenn er nicht den Schildrand berührt, schwebend sein. Sind nur die Flügel oder mindestens einer im oder über dem Wappen (Oberwappen) angebracht, spricht der Heraldiker vom Flug. Dieser Flug kann offen, geschlossen oder ein Halber Flug sein. Schnabel, Zunge, Körper und Schwanz, aber auch die Krallen und Flügel können immer andere Farben im Schild haben. Das erloschene mährische Adelsgeschlecht von Lomnitz und die schlesischen Pelchrzim führen einen Adlerflügel im Wappen.
Eine Sonderform eines Fluges ist das Flügelrad, einseitig oder beidseitig. Die hauptsächliche Verwendung ist weniger in der Heraldik, sondern als Abzeichen auf Dienstuniformen.
Der Adlerfang mit halben Flug wird auch als Klauenflügel bezeichnet. Der am Flügel befindlichen Kralle wird oft ein Gegenstand, besonders ein Schwert, schwingend beigegeben.

Adlerkopf im Wappen von Ahrensbök, redend
Adlerkopf (Altwiesloch)
Adlerköpfe, golden und rot bewehrt in Gallmersgarten
Drei gekrönte Köpfe (Labaroche)
Adlerrumpf (Oberachern)
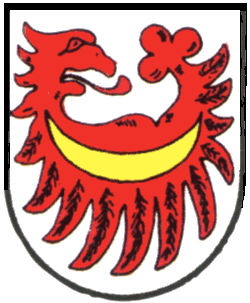
Auf großen Federn nach unten gekehrter querliegender Adlerflug, mit nach links gekehrten Adlerkopf und hinten mit Kleeblatt (Heinsheim)
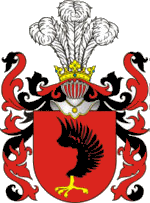
Klauenflügel (Kopacz)
Adlerflug mit Kleestengel (Lomnice)
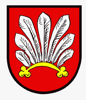
Kleestengel mit Adlerflug (Velké Meziříčí)
Adlerfüße unter einer Wolfsangel (Jettingen-Scheppach)

### Spezielle Adlerarten

#### Weißkopfseeadler
Das Große Siegel der USA benennt mit dem Weißkopfseeadler, im Gegensatz zu vielen anderen Wappen, eine bestimmte Adlerart.

#### Phönix

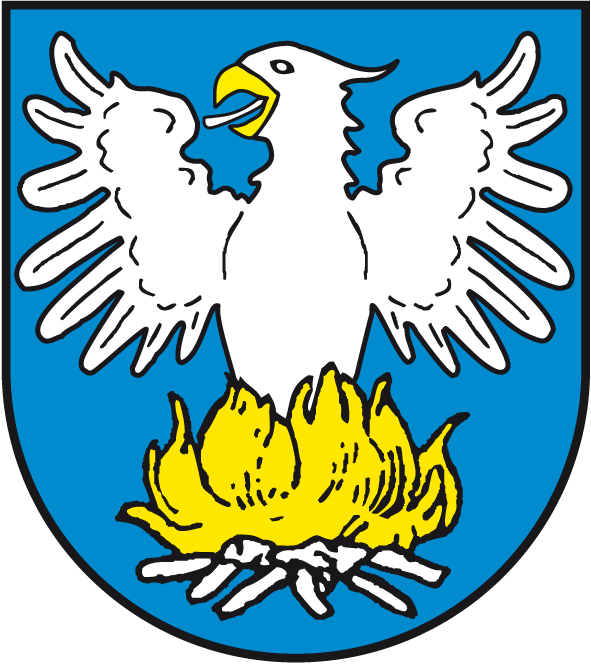
Phönix im Wappen von Buko

Ein aus der Asche, Glut oder Feuer aufsteigender Adler wird Phönix genannt. Er wird in der Heraldik oft eingesetzt.

#### Simorgh
In Avesta und persischer Mythologie: (Meregho) Saena, Aleh, Alveh, Varghan, Simorgh

#### Adler mit anderem Körper

Garuda (Thailand)

Das große Wappen der Österreichisch-Ungarischen Monarchie hatte rechts einen Adlerlöwen als Schildhalter. Auf einem Löwenkörper wurde das Vorderteil durch den oberen Teil eines Adlers ersetzt.
Bei dem Jungfrauenadler (Heraldik) und der Harpyie (Mythologie) handelt es sich um die Darstellung eines Adlers, kombiniert mit dem nackten Oberkörper einer Frau. Diese Formen sind zu den Fabelwesen zu zählen.
Seltener ist in der Heraldik der Adlermann. Diese Fantasiegestalt ist aus dem Oberkörper des Adlers und den Beinen eines Mannes zusammengesetzt. Einen Adler mit geharnischtem schwertschwingenden Arm (Panzerarm) gibt es im Wappen der Provinz Westpreußen.
Garuda ist im thailändischen Wappen ein Mischwesen. Die allgemeine Beschreibung dieses Wappentieres ist seit 1910: Menschlicher Oberkörper in Rot mit gleichfarbigen Flügeln, goldener gekrönter löwenähnlicher Kopf, rote Schwanzfedern und goldene Adlerklauen am Unterkörper. Im Wappen Indonesiens ist der Garuda-Adler aber ein normaler goldener Adler.
Gmina Wądroże Wielkie (Groß Wandriß) zeigt sowohl Preußen- als auch den märkischen Adler. Fischgeschwänzte Einhörner kommen als Schildhalter hinzu.

#### Adler mit anderem Kopf und mit anderem Schwanz
In der Heraldik haben sich noch weitere Formen herausgebildet. So gibt es im Wappen der märkischen Familie von Flans den Wolfsadler, ein Adler mit Wolfskopf und im Wappen der Grafen von Reichenbach-Lessonitz einen Adler mit Ziegenkopf, den Ziegenkopfadler. Ein weiteres Beispiel ist das Wappen von Schwalmstadt. Auch kann ein Adler einen Stierkopf haben. Er wird dann Stieradler, Stierkopfadler oder auch als Adler mit Stierkopf bezeichnet. Dieses Wappentier ist sehr selten und gilt als Fabelwesen. Heraldisch gelten die Vorgaben von Adler und Stier.

Adler mit Drachenschwanz im Wappen von Brig-Glis
Ziegenkopfadler im Wappen von Gemünden (Wohra)
Adler mit Heiligenschein im Wappen von Großmehring
Adler mit Wolfskopf im Wappen von Langenorla
Adler mit Maria und Kind als Kopf im Wappen von Lubin
gefehter Adler im Wappen von Waldenburg BL

## Beispiele für namentliche Adler

### Aquila: römisches Feldzeichen
Bereits die Römer nutzten seit etwa 100 v. Chr. den (einköpfigen) Adler als Heeres- und Wappenzeichen sowie die Aquilæ als Feldzeichen der Römischen Legionen.

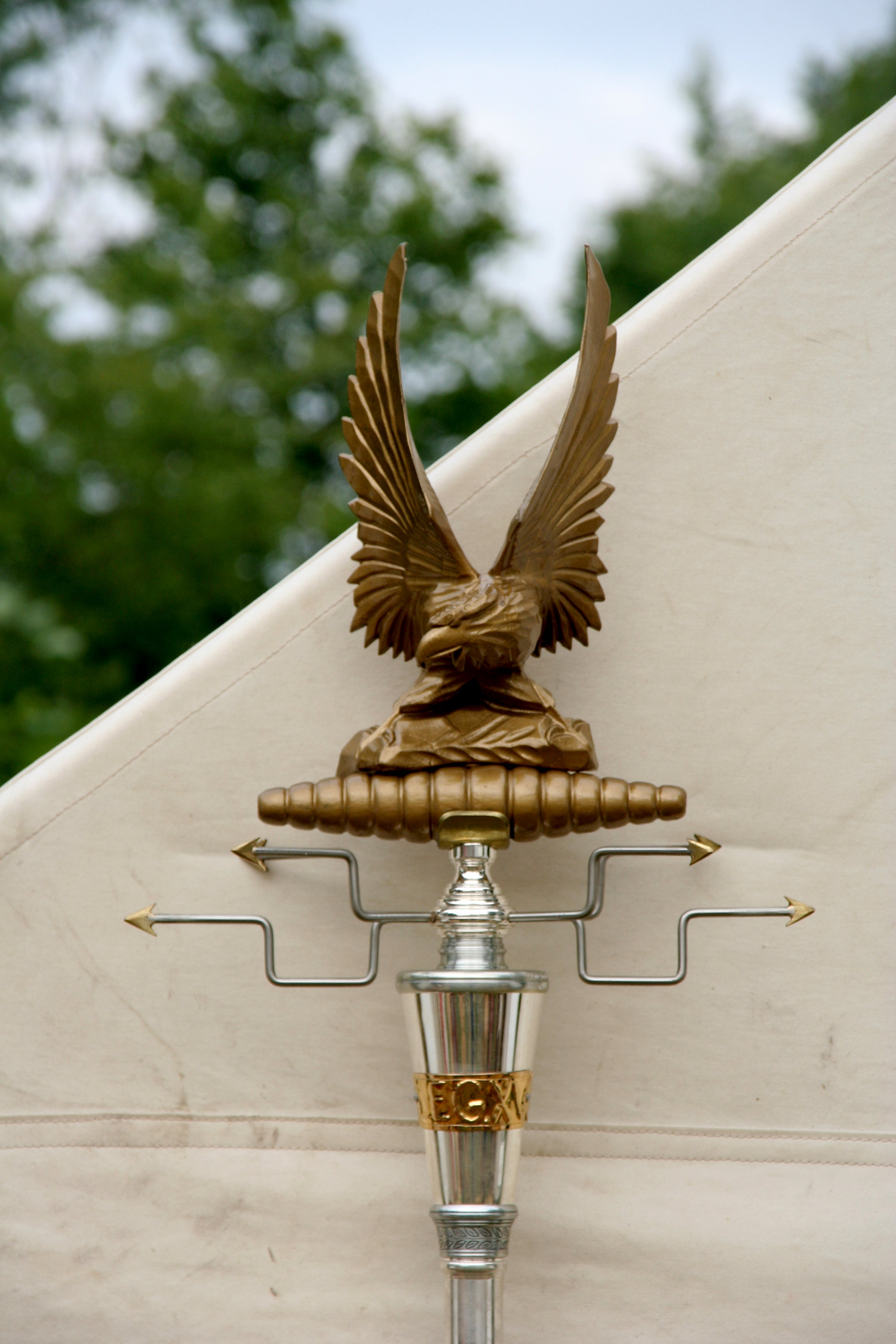
Römische Aquila, Legio XV Apollinaris (1. Jh. n. Chr. in Pram, Österreich), Rekonstruktion
Römische Aquila in Siegel von Castro Pretorio, der XVIII. Rione vom Rom
Römisches Schildzeichen (um 430), Notitia dignitatum
In L’Aquila (= Der Adler) ist das Wappen redend

Schild mit Adlerwappen um 112/113 n. Chr.

Die älteste Darstellung eines Adlerwappens auf dem Schild eines Reiters der römischen Hilfstruppen findet man auf der um 112/113 n. Chr. errichteten Trajanssäule in Rom.

### Reichsadler

Reichsbanner des Heiligen Römischen Reiches

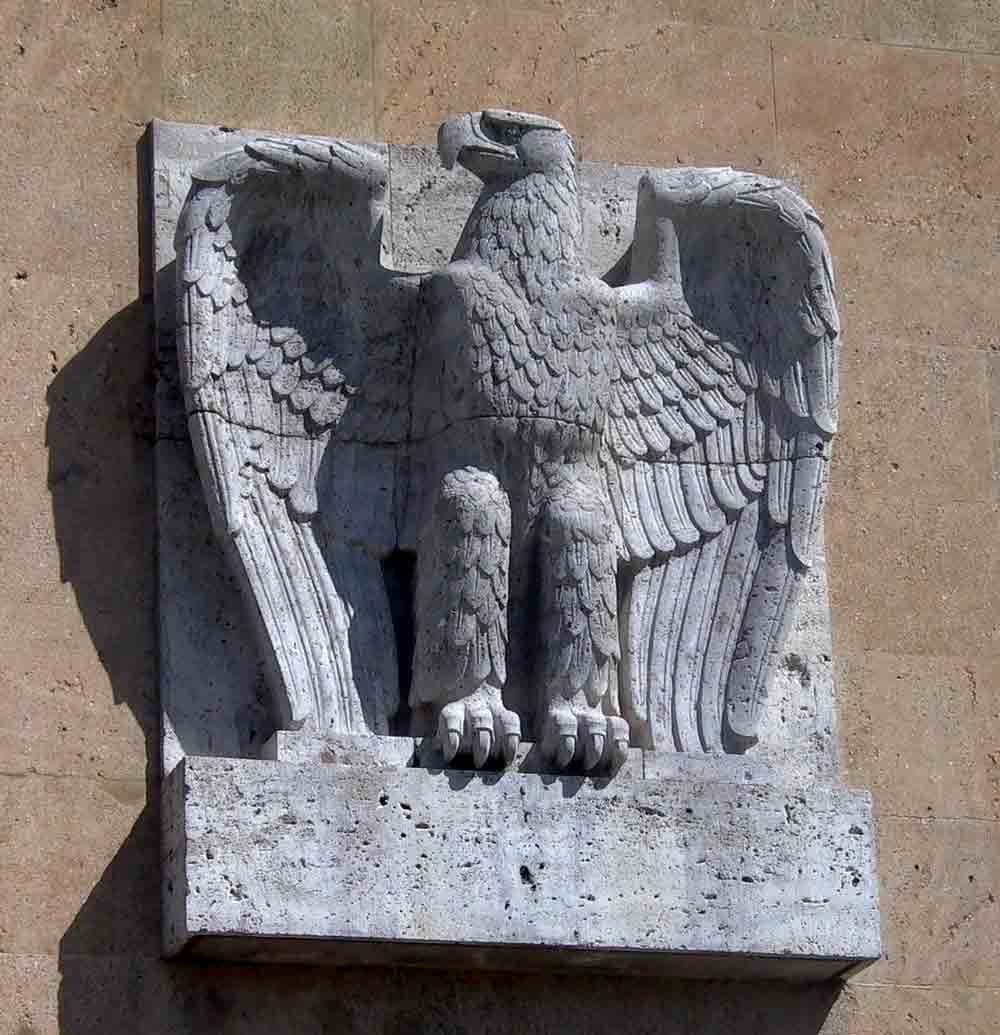
Entnazifizierter Reichsadler aus der Zeit des Nationalsozialismus

Vom Mittelalter bis in das 20. Jahrhundert war der Kaiserliche oder Reichsadler das Sinnbild für die – aus römischer Tradition übernommene – kaiserliche Gewalt:
- Die Herrschergeschlechter Ostroms nutzten den Adler sowie den Doppeladler.
- Von Friedrich I. Barbarossa wurde im 12. Jahrhundert der Adler zum Reichswappen und damit zum Symbol des Heiligen Römischen Reiches erhoben. Der Doppeladler mit belegten Flügeln, der Quaternionenadler, geht auf Kaiser Sigismund und das Jahr 1433 zurück.
- Das Zarentum Russland durch Iwan III. den Großen übernahm den byzantinischen zweiköpfigen Adler als „drittes Rom“ ab 1487. An diese Tradition knüpfte auch das darauffolgende Russische Reich unter Peter dem Großen an.

Nach Zerfall des Heiligen Römischen Reiches 1806 ging der Adler über auf:
- das Kaisertum Österreich und ab 1867 die Doppelmonarchie Österreich-Ungarn: Der Österreichische Adler ist ein vom Quaternionenadler abgeleiteter Doppeladler, mit den Wappen der Erblande belegt. Der heutige einköpfige Bundesadler Österreichs wurde 1919 aber bewusst in Distanz zum monarchischen Kaiseradler eingeführt; er leitet sich nicht von diesem, sondern von normalen Wappenadlern ab – während der nimbierte Doppeladler des Ständestaats 1934–1938 wieder einen ausdrücklichen Bezug zum römisch-deutschen Reichsadler nahm.
- Der 1815 gegründete Deutsche Bund nahm den doppelköpfigen Reichsadler während der Deutschen Revolution im März 1848 als sein Hoheitszeichen an.
- Im Deutschen Reich stellte der einköpfige Reichsadler – neben dem Preußischen Adler (seit 1701) – auch das Hoheitszeichen des Deutschen Kaiserreiches (1871–1918) dar; auch die Weimarer Republik (1919–1933) führte den Reichsadler im Wappen.

Zur Zeit des Nationalsozialismus (1933–1945) wurde der Reichsadler – mit einem vollkommen anderen Erscheinungsbild als die kaiserlichen Adler – mit dem Hakenkreuz in Verbindung gebracht.

Reichswappen mit Reichsadler ab 1928, als deutscher Bundesadler des Bundeswappens ab 1950

### Bundesadler
In Österreich wird seit 1920, in Deutschland seit Ende des Zweiten Weltkrieges das Wappentier Bundesadler genannt.
Das Wappen der Republik Österreich geht auf einen Entwurf von 1920 zurück. In der Zeit des austrofaschistischen Ständestaates von 1934 bis 1938 war er durch einen Doppeladler ersetzt worden. Nach dem Anschluss wurde das Führen aller nationalen Insignien Österreichs verboten. Seit 1945 ist der ursprüngliche Adler wieder in Gebrauch. Er trägt eine Mauerkrone (Symbol des Bürgertums), Hammer (Symbol der Arbeiterschaft) und Sichel (Symbol des Bauernstandes). Hinzugefügt wurden gesprengte Ketten an den Fängen des Adlers, welche die wiedererlangte staatliche Unabhängigkeit symbolisieren sollen. In Österreich sind Adler im großen Wappen von Wien (Wiener Wappen) und in den Wappen von Tirol (Tiroler Wappen), Niederösterreich (Niederösterreichisches Wappen), dem Burgenland (Burgenländisches Wappen) und Oberösterreich (Oberösterreichisches Wappen) zu sehen.
Im Bundeswappen der Bundesrepublik Deutschland ist er seit dem 20. Januar 1950 staatliches Hoheitszeichen auf Bundesebene. Die offizielle Form entspricht dem Entwurf von Karl-Tobias Schwab (1887–1967), der schon ab 1928 als Reichswappen der Weimarer Republik diente.

### Preußischer Adler
Der Preußische Adler in Wappen und Flagge Preußens geht auf den Deutschen Orden zurück. Hochmeister Hermann von Salza erhielt in der Goldbulle von Rimini den schwarzen Reichsadler als Gnadenzeichen verliehen, den er daraufhin in einem weißen Schild führte. Der Adler ging vom Deutschordensstaat 1525 auf das neue Herzogtum Preußen über. Nach dessen Erhebung zum Königreich trug ab 1701 der preußische Adler unter einer Königskrone die Initialen „FR“ (Fridericus Rex) auf der Brust, während er in den Fängen Zepter und Reichsapfel hielt. Er wurde zum Wappentier des im 18. Jahrhundert entstehenden Staates Preußen, wobei er infolge der Novemberrevolution 1918 seine monarchischen Symbole einbüßte, seinen Schnabel schloss sowie Blickrichtung und Haltung änderte. Der Verkehrsclub ADAC hatte und der Sportverein Preußen Münster hat ebenfalls ein entsprechendes Emblem.
Als einziges deutsches Bundesland zeigt Sachsen-Anhalt ihn im Wappen (aufgrund der früheren Zugehörigkeit weiter Landesteile zur preußischen Provinz Sachsen). Auch der Landschaftsverband Rheinland und die Woiwodschaft Ermland-Masuren (in der Form von 1525) führen den preußischen Adler in ihren Wappen. Hinzu kommt das Wappen von Gelsenkirchen in der bis 1928 gültigen Fassung auf einem Schildlein. Der heutige Saarbrücker Stadtteil St. Johann erhielt den Preußischen Adler 1874 auf Kaiserliche Order.

### Brandenburgischer Adler (Märkischer Adler)

Brandenburgischer Adler

Der Brandenburgische oder Märkische Adler hat eine lange heraldische Geschichte. Die Verfassung des Landes Brandenburg bestimmt ihn als „roten märkischen Adler auf weißem Feld“ zum Landeswappen. Er ist auch Bestandteil der Landesflagge, viele Gemeinden führen ihn dort ebenfalls in ihren jeweiligen Wappen.

### Friesischer Adler
Ein mit Namen versehener Adler, der in vielen Wappen die Zugehörigkeit zu der Region Friesland dokumentieren soll, ist der Friesische Adler („Friesenadler“). Er verkörpert die Reichsunmittelbarkeit und die Freiheitsrechte der Friesen. Der Begriff Friesischer Adler ist nicht so feststehend wie Mainzer Rad. Eine einheitliche Darstellung ist nicht durchgängig. Ein verbreitetes Bild ist in Gold ein halber schwarzer rotbewehrter Adler am Spalt. Auch kann er in Silber ausgeführt sein.

### Johannisadler
Der Adler ist das Attribut des Evangelisten Johannes. Als persönliches Wappentier Isabellas der Katholischen gelangte ein Johannisadler als Schildhalter in das Wappen der Katholischen Könige. Der Johannisadler ist neben dem römisch-deutschen Reichsadler und dem österreichischen Adler einer der wenigen solitären Schildhalter.
In der Zeit des Franquismus wurde dem neu gestalteten Wappen des spanischen Staates 1939 ein schwarzer Adler hinzugefügt, der dem Johannisadler ähneln und an die Katholischen Könige anknüpfen sollte. Er blieb bis 1981 Bestandteil des spanischen Staatswappens.

### Leininger Adler
Im Bereich des Adelsgeschlechts der Leininger (Rheinland-Pfalz) 

### Mährischer Adler

Wappen von Mähren

Wappen von Schlesien

Der Mährische Adler ist ein goldgekrönter weiß-rot (rot-weiß) geschachter Adler mit goldener Bewehrung im blauen Feld.

### Napoleonischer Adler

Napoleonischer Adler

Der Adler Napoleon Bonapartes ist ein auffliegender Adler mit einem Blitzbündel in den Fängen. Das Symbol wurde 1804 im Zuge der Annahme des Titels Kaiser der Franzosen als Hoheitszeichen eingeführt. Für ihn, später auch für Napoleon III., war der Adler in Übernahme der päpstlich zugesicherten Nachfolge der römischen Caesaren außerdem ein Kennzeichnungssymbol der Heere.

### Niederösterreichisches Wappen
Im Bundesland Niederösterreich wird das Fünfadlerwappen genutzt.

### Piastenadler
Der Piastenadler ist nach dem polnischen Herrschaftsgeschlecht der Piasten benannt und war schon im frühen Mittelalter zu ihrem Wappentier geworden. In Wappenbeschreibungen steht sein Eigenname für die verkürzte Beschreibungsform.

### Adler Saladins

Wappen Ägyptens

Der Adler Saladins ist nach Sultan Saladin dem Großen benannt. Er wird hauptsächlich in arabischsprachigen Ländern als Staatswappen verwendet. Dabei besitzt er in dieser Funktion einen Brustschild sowie ein Spruchband. Ägypten, der Irak, der Jemen und Palästina verwenden den Adler Saladins als Hoheitszeichen. Als Wappentier rivalisiert der Adler Saladins in einigen arabischen Staaten mit dem Falken der Quraisch.

### Schlesischer Adler
Siehe: Adler im Wappen von Schlesien und Schlesisches Bewährungsabzeichen

### Tschernigow’scher Adler

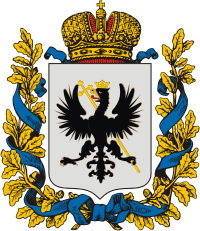
Wappen mit Tschernigow’schem Adler

Die vom heiligen Großfürsten Michael von Tschernigow abstammenden Fürsten führten den Tschernigow’schen Adler: Im silbernen Feld ein einköpfiger schwarzer gekrönter Adler in der linken Klaue ein großes schräg über ihm liegendes goldenes Kreuz haltend. Auch die Stadt Tschernihiw nutzt diesen Adler.

### Walachischer Adler

Wappen des Königreichs Rumänien

Mit walachischer Adler wird der Wappenadler des ehemaligen Königreiches Rumänien (Großrumänien) bezeichnet.
Der Adler war mit einem Schild belegt, das die Wappen einzelner Landesteile Siebenbürgen, Walachei, Moldau, Banat, Dobrudscha, und mittig (Mittelschild) das silber-schwarz gevierte Hohenzollernwappen zeigte. Das Haus Hohenzollern war durch Prinz Karl von Hohenzollern-Sigmaringen als König Carol I. vertreten.

### Wenzelsadler

Flammenadler

Der Wenzelsadler (Flammenadler), ein schwarzer Adler mit goldenen Waffen, silbernen Federn an den Flügeln und roten Flammen in einem silbernen Feld.

### Chiemseeadler

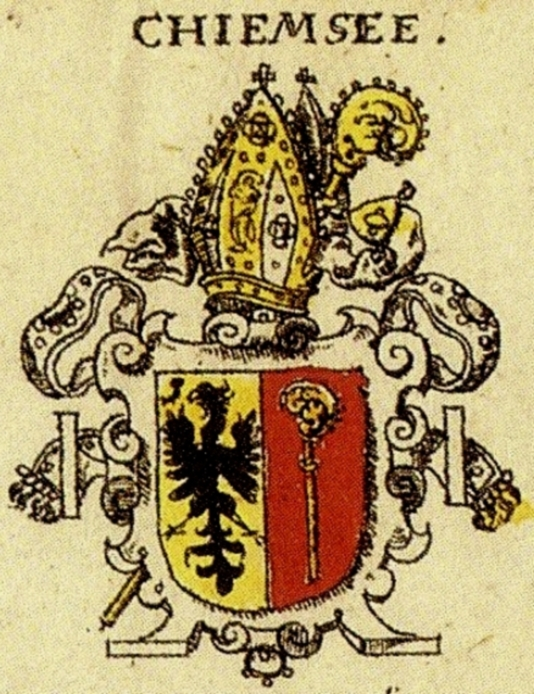
Wappen des Bistums Chiemsee

Das ehemalige Bistum Chiemsee führte ebenfalls einen rot bewehrten Adler im Wappen. Dieser taucht auch heute noch in diversen Wappen im Chiemgau auf, so im Wappen des Landkreises Traunstein und in dem der Gemeinde Reit im Winkl (s. dort).